# Crème fleurette
Pour les articles homonymes, voir Crème.

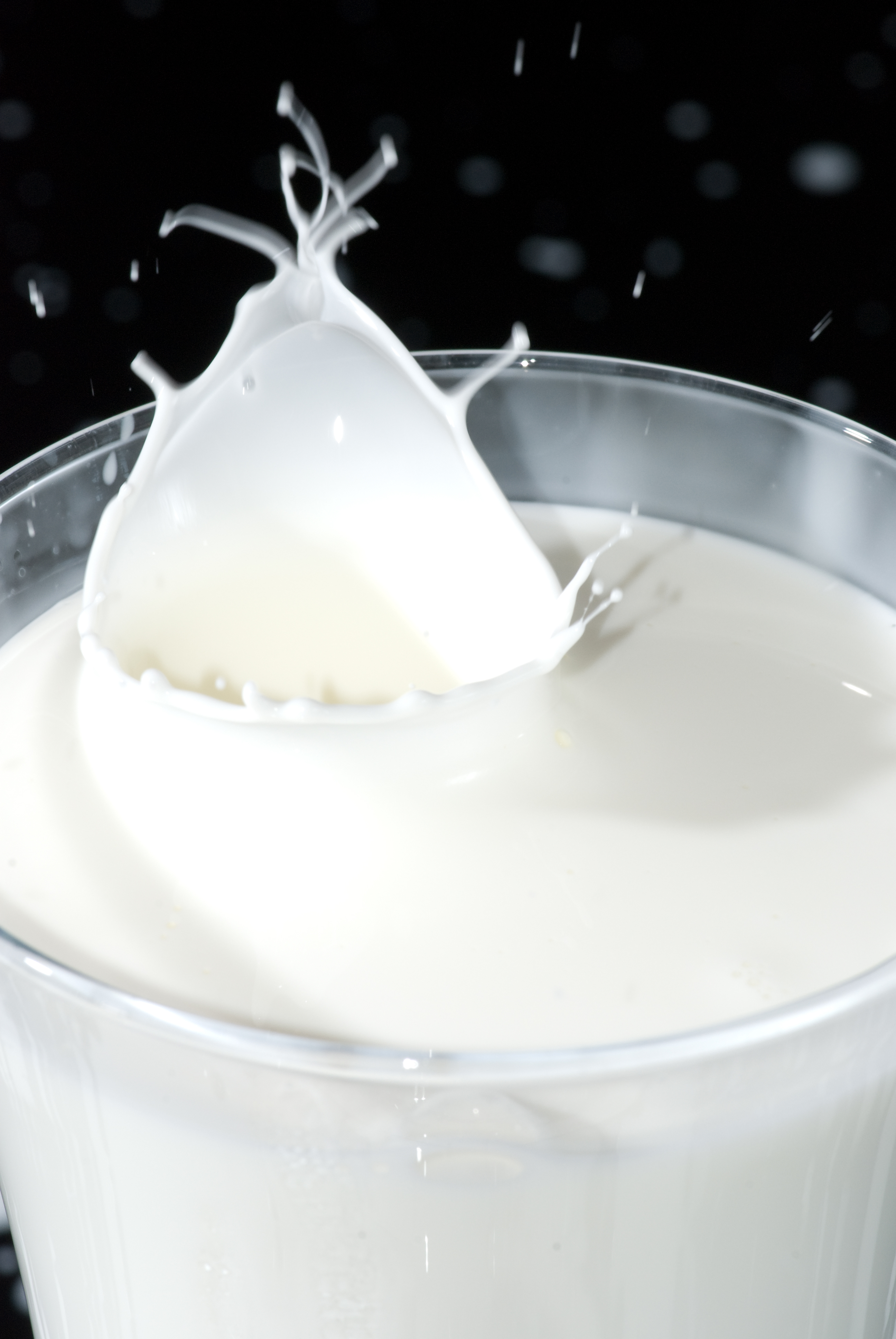

La crème fleurette, fleur de lait, ou crème à thé (appellations non protégées), est un produit agricole alimentaire issu du lait cru.

## Étymologie
Du latin flos, floris, « fleur, partie la plus fine de quelque chose » ; « partie la meilleure de quelque chose » d'où « partie supérieure » et « surface de quelque chose ».
Dans le Du Cange (1100) : flur, « élite, le meilleur de quelque chose ».
Terminologie agricole : fleur de lait, locution paraissant s'être formée en Normandie pour la crème qui affleure la surface du lait.

## Méthode d'obtention

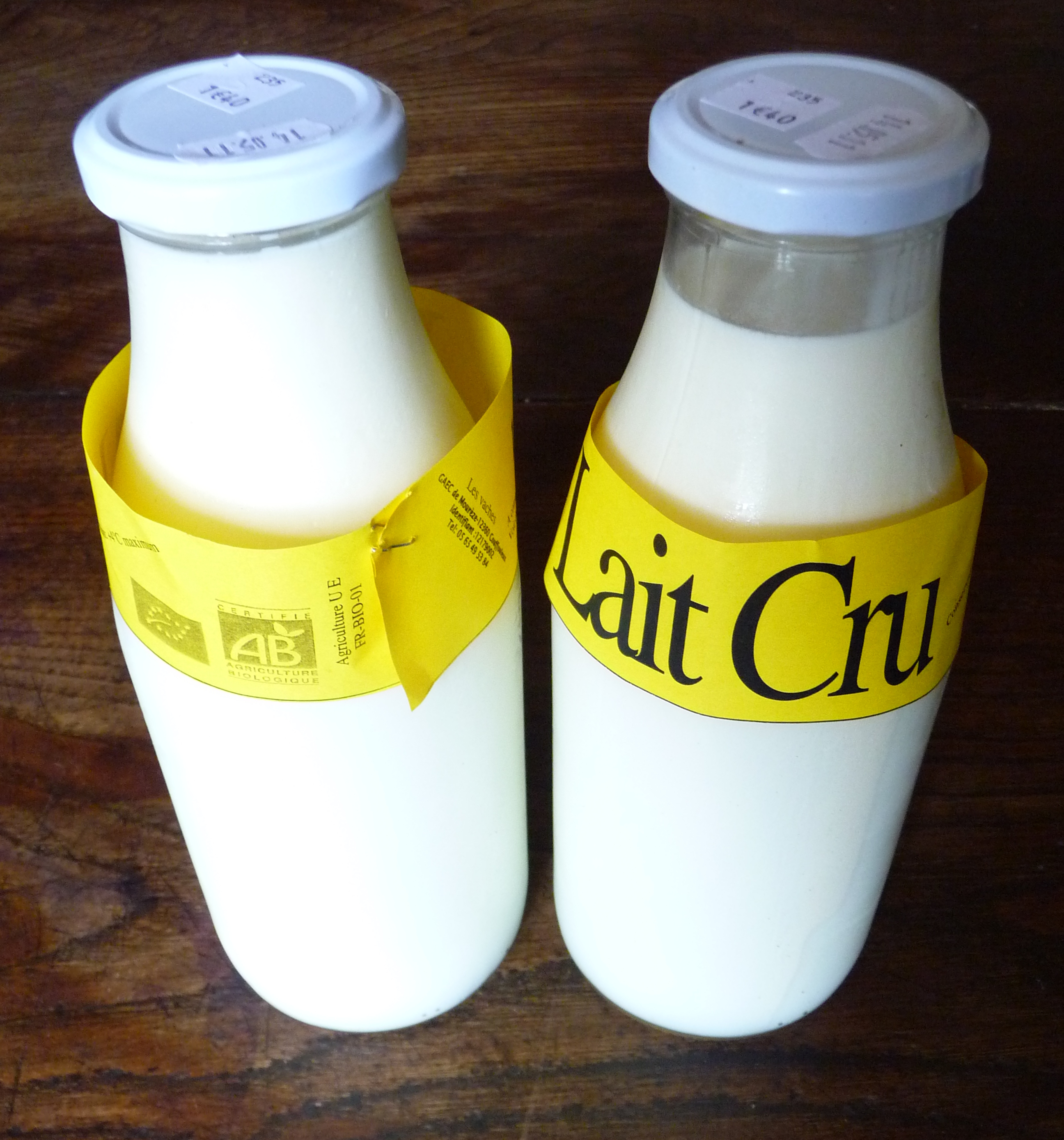
Lait cru.

C'est la crème (crue) qui se forme naturellement à la surface du lait cru entreposé à l'air ambiant, après douze heures en été ou vingt-quatre heures en hiver. Il suffit alors de recueillir cette fleur de crème.

### Autres crèmes crues
La crème crue, vendue avec cette mention obligatoire sur l'étiquette, est le plus souvent obtenue à l'écrémeuse manuelle ou électrique, selon sa provenance, d'une production fermière ou de l'industrie laitière. La crème crue maturée est épaissie par le procédé de maturation.
La crème crue n’est pas utilisée en restauration collective en France.

## Utilisation de l'appellation «fleurette»
L'appellation « crème fleurette » n'est pas règlementée. Ce terme est utilisé par les professionnels laitiers et de la restauration pour désigner une crème fraîche liquide qui n'a subi que le traitement de pasteurisation. Elle n'est ni maturée, ni stérilisée. 
La crème pasteurisée peut être obtenue par écrémeuse-centrifugeuse. De 7 à 10 litres de lait de vache sont nécessaires pour avoir 1 kilogramme de crème à au moins 30 % de matière grasse.
D'autres crèmes dites « fleurette » sont produites par l'agro-industrie et l'industrie laitière. Elles ont leurs propres caractéristiques de texture et organoleptique, différentes de celles de la crème fleurette originelle. Elles sont élaborées à partir de laits pasteurisés normalisés en protéines et en matières grasses donnant une crème liquéfiée par ajout ultérieur de lait. Elles contiennent des émulsifiants (E471 ou E472b), des épaississants (carraghénanes, xanthanes), ajoutés à de l'amidon transformé et des stabilisants (E460, E440, E466, E407) dans les crèmes légères.

## Utilisation culinaire
La crème fleurette est liquide et douce dans les premiers jours, puis, sous l'action des bactéries, elle s'épaissit et sa saveur se développe. D'une conservation limitée à 7 jours à +6 °C, elle est utilisée dans les mêmes recettes que la crème fraîche liquide et la crème fraîche épaisse.
En tant que crème crue, elle peut être transformée en beurre cru.
Certains pays recommandent aux femmes enceintes de la précaution dans la consommation de la crème crue ; le lait pouvant avoir été contaminé lors de la traite par la bactérie Listeria monocytogenes.